# Städtische Galerie im Park Viersen

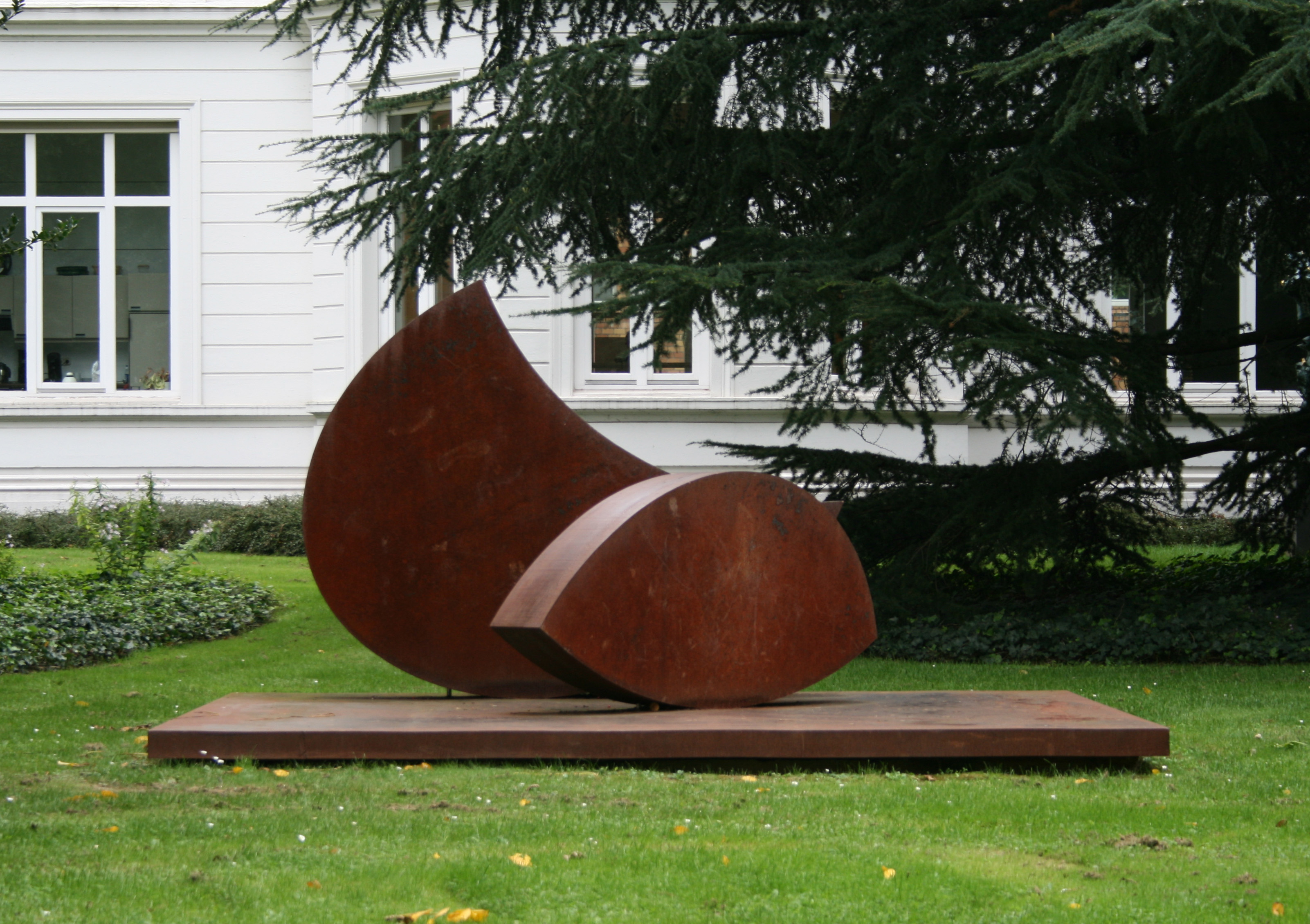
Skulptur Position im Schwerpunkt von Wolfgang Nestler vor dem Gebäude der Galerie im Park (2007)

Die Städtische Galerie im Park Viersen (oft Galerie im Park genannt) ist eine für Ausstellungen genutzte repräsentative Villa in Viersen mit einer wertvollen Druckgrafik-Sammlung, umgeben vom Viersener Skulpturenpark.

## Gebäude
Das Gebäude wurde 1869 als repräsentative Fabrikantenvilla im Neorenaissance-Stil errichtet und gelangte 1899 in den Besitz der Firma Kaisers Kaffeegeschäft, die in Viersen ihren Stammsitz hatte. Seit 1973 gehört die Gründerzeit-Villa der Stadt Viersen. 1976 wurde sie zum Baudenkmal erklärt, 1980 umgestaltet und 1981 als Städtische Galerie im Park für Ausstellungen und kulturelle Veranstaltungen eröffnet. Sie liegt zwischen dem Busbahnhof und dem Haupteingang des ‚Kreishauses Viersen‘.

## Sammlungen
Die Galerie im Park enthält mehrere Sammlungen, von denen eine wichtige die zu Beginn der 1960er Jahre vom damaligen Oberstadtdirektor Karl-Heinz van Kaldenkerken begonnene Grafische Sammlung ist. Zu den mehr als 1000 Blättern vom Ende des 15. Jahrhunderts bis zur Gegenwart gehören beispielsweise kostbare Einzelblätter von Rembrandt, Rubens, Albrecht Dürer, Marc Chagall, Picasso (La Poule), Braque, Fernand Léger und  Joan Miró, grafische Arbeiten der deutschen Expressionisten (z. B. von Lyonel Feininger, Kokoschka, Paul Klee und Emil Nolde), eine Sammlung rheinischer Künstler sowie zeitgenössische Kunst aus Ankäufen der jeweiligen Ausstellungen. Auch 40 Fotografien von August Sander gehören zur Sammlung.

## Ausstellungen
Die erste Ausstellung 1981 zeigte Werke des Realisten Dieter Asmus; im Laufe der Jahre wurden diverse Kunstrichtungen gezeigt, z. B. kinetische Kunst von Günter Haese (2007). Zu den Künstlern mit herausragenden Ausstellungen, zu denen oft aufwändige Begleitpublikationen erschienen, zählzen zum Beispiel Hans Brög (1983), Christoph Meckel (1987), Hermann Schmitz (1987), Henry Moore (1989), Erwin Heerich (1990), Fritz Koch (1993), Tony Cragg (1996), Lothar-Günther Buchheim (1997), Heinz Lanser (1998), Werner Schriefers (1999), Anatol (2002), Matta (2002), Georg Ettl (2003), Ewald Mataré (2004), ZEBRA (2005), Martin Lersch (2006), Günter Haese (2007), Herbert Zangs (2008) und Wang Du (2010).

## Sonstiges
Neben Autorenlesungen und Konzerten bietet die Städtische Galerie ein museumspädagogisches Programm mit Führungen für Schulklassen und andere Gruppen. 